# عصیانگران (رمان)
عصیانگران (انگلیسی: Renegades) یک رمان علمی-تخیلی از نویسندۀ آمریکایی مریسا مایر و اولین کتاب از سه‌گانۀ عصیانگران است. این کتاب اولین‌بار در ۷ نوامبر ۲۰۱۷ در آمریکا و پس از آن دشمنان فریبنده، توسط فیول و فرندز، از گروه انتشارات کودکان مک میلن، منتشر شد. این دو کتاب دو هفته بعد از انتشار، جزو پرفروش‌ترین‌های نیویورک تایمز شدند.